# Merimnetria arcuata
Merimnetria arcuata là một loài bướm đêm thuộc họ Gelechiidae. Nó là loài đặc hữu của Oahu.
Ấu trùng ăn các loài Gouldia. Chúng ăn lá nơi chúng làm tổ.